# 水長照雄
水長 照雄（みずなが てるお、1968年2月4日 - ）は、山口県岩国市出身の元ボートレーサー。登録第3559号。山口県立熊毛北高等学校卒業、東京理科大学山口短期大学中退。

## 来歴
- 1992年3月31日、選手登録。70期。
- 1992年5月9日から徳山競艇場で開催された 一般戦でデビュー。5走目で初一着を飾る。 [1]
- 1995年12月2日から徳山競艇場で開催された一般戦で初優出[1]。（4着）
- 1996年4月25日から下関競艇場で開催された一般戦で初優勝[1]。
- 1998年1月20日から宮島競艇場で開催されたG1「第12回新鋭王座決定戦」でG1初出場。
- 1999年9月8日から蒲郡競艇場で開催された一般戦「トトまるナイト特別」初日第7Rで通算2回目の出遅れ[2]。
- 2009年10月31日から三国競艇場で開催された一般戦3日目第7Rで通算2回目のフライング

。（+.03）
- 2018年12月28日からボートレース徳山で開催された 一般戦「2019西京波者決定戦」4日目第9R、2号艇3コースから通算3回目のフライング[4]。（+.01）
- 2020年11月28日からボートレース尼崎で開催された 一般戦「デイリースポーツ杯争奪第52回琴浦賞」2日目第7Rで1号艇1コースから逃げを決めて勝利[5]し、通算1000勝を達成[6]。
- 2021年11月25日からボートレース宮島で開催された 一般戦「第11回やまだ屋「桐葉菓」杯」4日目第5Rにて通算3回目の出遅れ[7]。
- 2024年3月23日からボートレース下関で開催された 一般戦「ケーブルネット下関杯」5日目（最終日）第6Rに5号艇5コースから出走し3着[8]。これが現役ラストランとなった[1]。

## 人物・エピソード
- 通算優勝回数は4回であるが、通算出走回数7,132回のうちフライング3回、出遅れ3回という素晴らしい成績を残している。

## 戦績
- 実働23年10か月
- 出走回数 7,132回
- 優出回数 54回
- 優勝回数 4回
- 1着 1,059回
- フライング(F)回数：3回
- 出遅れ(L)回数：3回
- 通算勝率 5.06
- 2連対率：31.17
- 3連対率：48.35
- 生涯獲得賞金  509,328,438円